# Aapo Halme
Aapo Ilmari Halme (* 22. Mai 1998 in Helsinki) ist ein finnischer Fußballspieler, der zuletzt beim heimischen Erstligisten HJK Helsinki unter Vertrag stand.

## Karriere

### Verein
Der in Helsinki geborene Aapo Halme entstammt der Nachwuchsabteilung des FC Honka Espoo. Er bestritt am 8. Juni 2014 (11. Spieltag) beim 1:0-Heimsieg gegen Rovaniemi PS mit 16 Jahren sein Debüt in der höchsten finnischen Spielklasse, als er in der 78. Spielminute für Antti Mäkijärvi eingewechselt wurde. Dieser Kurzeinsatz blieb sein einziger für die erste Mannschaft Honkas Spieljahr 2014.
Am 14. Januar 2015 schloss er sich dem HJK Helsinki an. Dort wurde er der Reservemannschaft Klubi 04 zugewiesen, welche in der dritthöchsten finnischen Spielklasse spielte. Am 5. August 2015 (18. Spieltag) erzielte er beim 2:1-Auswärtssieg gegen Sudet Kouvola seinen ersten Treffer. Am 13. September 2015 (28. Spieltag) debütierte er beim 1:1-Unentschieden gegen den FF Jaro für die erste Mannschaft. In dieser Saison 2015 bestritt er 15 Ligapartien für die Reserve und zwei für die erste Elf. Zum folgenden Spieljahr 2016 wurde er in die erste Mannschaft befördert, kam aber nur unregelmäßig zum Einsatz. Er machte 14 Ligaeinsätze und kam zusätzlich in vier Pokalspielen zum Einsatz.
Am 23. April 2017 (4. Spieltag) erzielte er beim 5:1-Auswärtssieg gegen den JJK Jyväskylä sein erstes Tor für den HJK im Profibereich. Im Juni 2017 gelang ihm der Durchbruch in die Startformation, aus der er jedoch bereits im September wieder hinausfiel. Er absolvierte 13 Ligaspiele, in denen er ein Tor beisteuern konnte und gewann mit dem Verein das Double bestehend aus der Meisterschaft dem Pokal.
Am 3. Januar 2018 verpflichtete der englische Zweitligist Leeds United Aapo Halme und stattete den Innenverteidiger mit einem Vierjahresvertrag aus. Damit wurde er nach Sebastian Sorsa, Mika Väyrynen und Mikael Forssell zum vierten Finnen, der zu den Whites wechselte. Kurz nach seiner Ankunft zog er sich eine schwere Fußverletzung zu und konnte somit in der Saison 2017/18 nicht mehr eingesetzt werden. Die Saison 2018/19 begann er in der U23-Mannschaft, wo er durch starke Leistungen auf sich aufmerksam machte. Cheftrainer Marcelo Bielsa beförderte ihn aufgrund von Verletzungsproblemen in der Verteidigung im November 2018 in die erste Mannschaft. Am 24. November 2018 (18. Spieltag) debütierte er beim 2:0-Heimsieg gegen Bristol City in der Championship, wurde aber nach 64 gespielten Minuten vom Offensivspieler Samuel Sáiz ersetzt. Am 6. Januar 2019 erzielte er bei der 1:2-Auswärtsniederlage gegen die Queens Park Rangers im FA Cup 2018/19 sein erstes Tor für Leeds. Nach der Rückkehr des etatmäßigen Innenverteidigers Pontus Jansson wurde er nicht mehr berücksichtigt und wieder der U23 zugewiesen. Er beendete die Saison 2018/19 mit 5 Pflichtspieleinsätzen für die erste Mannschaft, in denen er ein Mal traf.
Am 3. Juli 2019 wechselte Aapo Halme zum Ligakonkurrenten und Nachbarverein FC Barnsley, wo er einen Dreijahresvertrag mit Option auf ein weiteres Jahr unterzeichnete. Am 13. August 2019 bestritt er bei der 0:3-Heimniederlage gegen den Viertligisten Carlisle United im EFL Cup 2019/20 sein Debüt für die Tykes. Halme drang kurz darauf in die Startformation von Cheftrainer Daniel Stendel vor, erlebte mit seinem neuen Verein aber einen schwachen Saisonstart und die Mannschaft geriet früh in den Abstiegskampf. Am 2. Oktober 2019 (10. Spieltag) erzielte er beim 2:2-Unentschieden gegen Derby County seinen ersten Treffer. Auch unter Stendels Nachfolgern, dem Interimstrainer Adam Murray und dem anschließend fest angestellten Gerhard Struber, behielt Halme seinen Stammplatz in der Innenverteidigung.
Am 25. Juli 2022 kehrte der Innenverteidiger dann ablösefrei zu seinem ehemaligen Verein HJK Helsinki zurück. Mit der Mannschaft gewann er Ende 2022 und 2023 zwei weitere Male die finnische Meisterschaft. Nach Auslaufen seines Vertrags verließ er den Verein Ende 2024 wieder.

### Nationalmannschaft
Von 2013 bis 2019 bestritt Halme insgesamt 49 Partien für diverse finnische Jugendnationalmannschaften und erzielte dabei einen Treffer. Am 29. Mai 2021 stand der Verteidiger dann erstmals im Kader der A-Nationalmannschaft, doch bei der 0:2-Testspielniederlage in Schweden (0:2) kam er nicht zum Einsatz.

## Erfolge
- Finnischer Meister: 2017, 2022, 2023
- Finnischer Pokalsieger: 2017